# Antoine Stevens
Antoine Stevens est un peintre de sujets religieux de la guilde de Malines de la seconde moitié du XVIe siècle.

## Corpus
- Saint Willibrord bénissant les pèlerins de la procession d'Echternach
- Bataille de Nieuport